# Landhaus (Loheland)

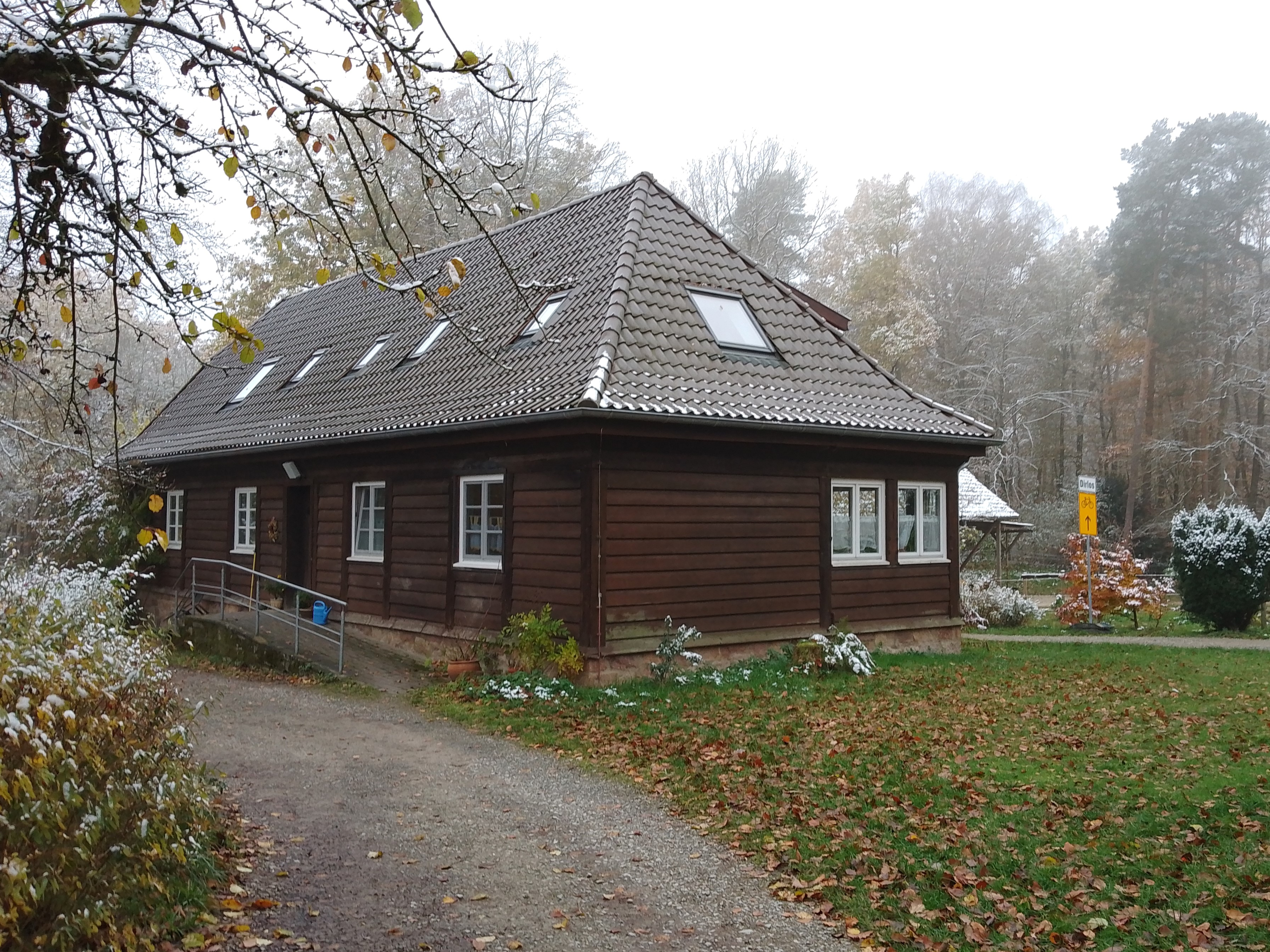
Landhaus Loheland 2022

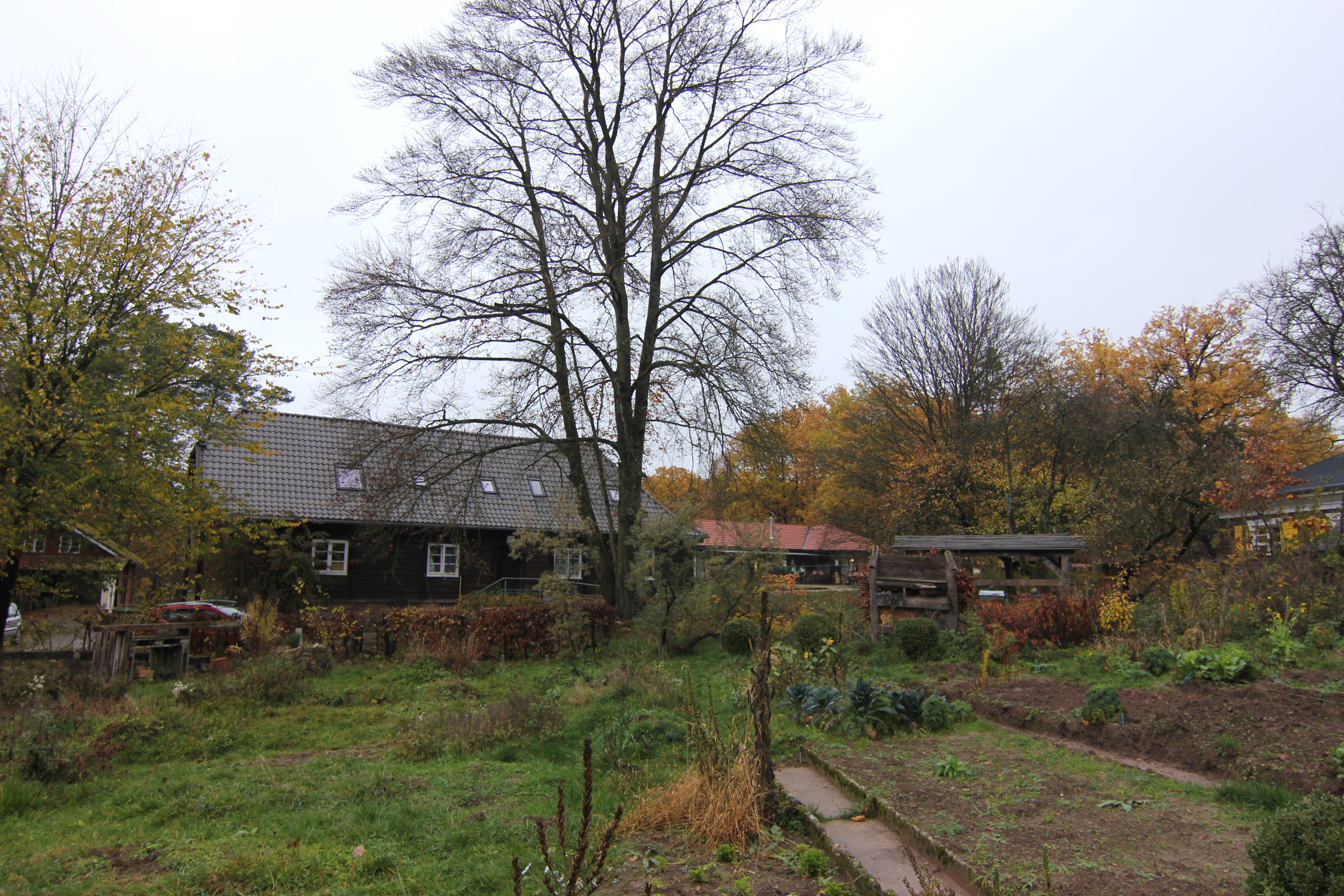
Landhaus von der Gärtnerei gesehen

Das Landhaus in der Siedlung Loheland bei Fulda ist ein hessisches Kulturdenkmal im Bereich der Gesamtanlage Loheland. Es gehört zu den Wohngebäuden der Zwischenkriegszeit und wurde 1928/29 als Holzbau errichtet.

## Lage
Das Gebäude steht in der Gemeinde Künzell bei Fulda. Die Streusiedlung Loheland liegt auf dem Gemarkungen der Ortsteile Dirlos und Pilgerzell. Das Landhaus liegt in der Nähe der Kanzlei und der Gärtnerei.

## Geschichte und Beschreibung
In den Jahren 1928/29 wurde das Landhaus für die Loheländerin Margret Schirmer gebaut. Sie war eine der ersten Loheländerinnen und erwarb den ersten Webstuhl von regionalen Bauern. Schirmer kam aus Hamburg, war mit Walther Baedeker befreundet und hat wohl den Kontakt des Architekten mit Loheland hergestellt. Baedecker unterzeichnete die Pläne für das Landhaus selbst. Nachdem Schirmer Loheland verlassen hatte, zogen andere Mitarbeiterinnen und die Weberin Emma Keller in das Haus ein.
Der eingeschossige Holzbau mit rechteckigem Grundriss wurde mit einer waagerechten Brettschalung bekleidet. Das Haus hat einen Sandsteinsockel und ein Walmdach. In der Westseite wurde nachträglich eine Loggia in das Dach eingebaut. Die zweiflügeligen Fenster hatten eine Sprossenteilung. Das Haus ähnelt gestalterisch dem Gartenhaus. Es wurde aus Fertigplatten hergestellt. Nach Berichten von Elisabeth Hertling lösten sich die Fugen der Platten und es entstanden Risse in Wänden und Decken. Es gab Zugerscheinungen und Mäuse gelangten ins Haus. Die Erdgeschosszimmer boten Ausblick in alle Himmelsrichtungen.
Das Gebäude ist ein Kulturdenkmal gemäß § 2.1 Hessisches Denkmalschutzgesetz innerhalb der Gesamtanlage Loheland gemäß § 2.2.1 Hessischen Denkmalschutzgesetz.